# Таис
Вижте пояснителната страница за други личности с името Таис.
Таис или Таида (на старогръцки: Θαΐς; на латински: Thaïs) е прочута гръцка хетера от ІV век пр. Хр.

## Биография
Таида е родом от Атина и следва Александър Велики в неговия поход против Персия. Не е известно дали Таида има наистина връзка с Александър. През 330 г. пр. Хр. в пийнало състояние при един банкет тя нарежда изгарянето на персийския царски палат в Персепол. Нейният мотив е отмъщение за изгорения през 480 г. пр. Хр. акропол в родния ѝ град от персийския цар Ксеркс I. Това описва гръцкият историк Клитарх. Клитарх пише историята на похода няколко години след смъртта на Александър. След това тя става любовница на пълководеца Птолемей I.
Таида се омъжва след смъртта на Александър (323 г. пр. Хр.) вероятно за Птолемей I и става египетска царица. От него тя има три деца – синовете Леонтиск и Лагос и дъщерята Ирена (Eirene), която се омъжва през 320 – 315/295 г. пр. Хр. за Евност, царя на град Солой, Кипър. По-късната съдба на Таида не е известна.

## Таис в изкуството
Животът на Таида е обработен в множество литературни произведения. Гръцкият поет Менандър пише ок. 300 г. пр. Хр. запазената във фрагменти комедия Thaïs. Тя е и героиня в „Божествена комедия“ на Данте Алигиери (написана ок. 1310 г.).
През 1890 г. Анатол Франс пише историческия роман Thaïs, по който Жул Масне (1890 г.) пише музиката за операта Thaïs.
Руският писател Иван Антонович Ефремов пише през 1972 г. произведението „Атинянката Таис“.

## Памет
Астероидът (1236) Таида е кръстен на нея.